# Jaroslav Horáček (děkan)
Jaroslav Horáček (* 23. ledna 1941 Náchod) je český patolog a vysokoškolský pedagog, v letech 1999 až 2005 děkan Fakulty zdravotnických studií Ostravské univerzity (FZS OU), v letech 2010 až 2014 děkan Lékařské fakulty Ostravské univerzity (LF OU).

## Život
Narodil se v lednu 1941 v Náchodě. V roce 1964 absolvoval studium na Lékařské fakultě Univerzity Palackého (LF UP). V letech 1964 až 1968 poté působil na Ústavu patologie LF UP. V roce 1968 absolvoval atestaci I. stupně a v roce 1971 i II. stupně pro obor patologie. V letech 1968 až 1971 působil jako asistent na LF UP. V roce 1971 začal Horáček působit v nemocnici v Krnově, kde pomohl založit oddělení patologie; do roku 1973 ještě působil jako externista na LF UP. Celkem deset let poté Horáček působil jako ředitel této nemocnice. V roce 1981 získal titul kandidáta věd, když se ve své disertační práci zaměřoval na téma pneumopatologie.V tomtéž roce začal pracovat jako primář na oddělení patologie v nemocnici Ostrava-Zábřeh. V roce 1991 se habilitoval v oboru patologická anatomie. Téhož roku absolvoval stáž na Vídeňské univerzitě. V roce 1993 stál u zrodu Fakulty zdravotnických studií Ostravské univerzity, kde téhož roku začal vyučovat. V roce 1994 se na FZS OU stal vedoucím Ústavu patologie. V letech 1996 až 1999 působil Horáček jako proděkan fakulty pro vědu a výzkum. V roce 2001 začal vyučovat také na VŠB-TUO.
V roce 1999 se stal Horáček děkanem FZS OU, ve funkci poté setrval po dvě funkční období do roku 2005. Jedno funkční období poté působil do roku 2008 opět jako proděkan pro vědu a výzkum. V roce 2010 se poté Horáček opět stal děkanem fakulty, když ve funkci nahradil Arnošta Martínka. Ve funkci setrval po jedno volební období do roku 2014, kdy jej nahradil Pavel Zonča.
V letech 1994 až 2008 byl Horáček členem vědecké rady Ostravské univerzity. V roce 1994 se stal členem vědecké rady ZSF Jihočeské univerzity, v letech 1994 až 2006 působil jako člen vědecké rady Univerzity Tomáše Bati ve Zlíně a v letech 2004 až 2008 byl členem vědecké rady Fakulty zdravotnictví a sociální práce Trnavské univerzity v Trnavě. Za svou kariéru zveřejnil asi 90 odborných vědeckých prací.